# Planeta maimuțelor (roman)
Planeta maimuțelor (titlu în limba franceză: La Planète des Singes) este un roman științifico-fantastic scris de Pierre Boulle în 1963.
Scriitorul Pierre Boulle, fost agent secret, a folosit experiența personală ca sursă de inspirație pentru Planeta maimuțelor, roman care l-a consacrat.
„Planeta maimuțelor" prezintă o lume unde omul nu mai este cel care deține controlul, ci maimuțele. Romanul imaginează o societate din anul 2500, condusă de gorile violente, de urangutani savanți și de cimpanzei intelectuali. Personajul principal și naratorul aventurii este Ulysse Mérou, un ziarist francez.
Au fost realizate foarte multe filme pe baza acestui roman.

## Rezumat
Jinn și Phyllis, un cuplu de călători în spațiu, găsesc un manuscris închis într-o sticlă și află că în anul 2500 profesorul Antelle a organizat o expediție împreună cu Ulysse Mérou și Arthur Levain pentru explorarea unei stele gigante numită Betelgeuse. Ajungând în apropierea stelei, aceștia observă că în jurul ei gravitează patru planete, dintre care una seamănă foarte mult cu Pământul. Ei au numit-o Soror datorită asemănării. Se hotărăsc să studieze această planetă și ajung la un lac lângă care găsesc urme de pași umani. Pașii aparțineau unei tinere femei ce nu purta haine și nici nu se rușina de acest lucru. Tânăra, ce va fi botezată Nova, nu știe să vorbească, nici să zâmbească măcar, iar gesturile ei sunt asemănătoare cu ale animalelor. Ea distruge nava celor trei cu ajutorul unui grup de oameni deoarece ei urăsc tot ce este fabricat.Conduși în tabăra acestora, exploratorii descoperă că și ceilalți oameni de planetă aveau un comportament primitiv. Nova le oferă hrană exploratorilor și petrece noaptea cu Ulysse.
Ziua următoare, oamenii de pe Soror (denumirea planetei) fug în toate părțile în agitație mare și într-un zgomot asurzitor. Fără să afle motivul agitației, exploratorii fug împreună cu ceilalți oameni, iar la sfârșitul goanei descoperă un lucru nebănuit: oamenii erau vânatul, iar vânatorii erau niște maimuțe (de fapt, primate). Gorilele care îi urmăreau păreau raționale și inteligente. Arthur Levain este ucis în timpul goanei, profesorul Antelle rămâne în urmă, iar Ulysse este capturat cu ajutorul unei plase. Morții sunt expuși privirilor admirative ale cercopitecilor, iar prizonierii sunt puși în cuști și transportați cu niște care pentru a fi cercetați de către savanți.
Vrând să arate că el este diferit de oamenii primitivi capturați de către maimuțe, Mérou le mulțumește acestora, iar gorilele care îi păzeau, Zanam și Zaram, sunt surprinse că omul vorbește și rapotează acest fapt superiorilor lor, cimpanzeul femelă numit Zira. La rândul său surprinsă, Zira raportează extraordinarul caz directorului Institutului de Cercetări Biologice, urangutanul Zaïus, care consideră că omul a fost dresat. Acesta din urmă ia hotărârea de a studia împerecherea omului cu Nova. După această împerechere se va naște Sirius. Ulysse îi scriei Zirei teorema lui Pitagora, iar ea uimită își dă seama că omul are o inteligență la fel de mare ca maimuțele de pe planeta Soror. Zira vorbește cu el și păstrează secretul. Singurul care a aflat de inteligența lui Ulysse este logodnicul Zirei, Cornelius. Zira și Cornelius se gândesc să-l ducă pe prietenul lor la un congres pentru ca el să fie eliberat și tratat ca toate maimuțele, dar numai atât, dacă Ulysse ar reuși să aducă maimuțele de partea lui, Cornelius ar putea deveni directorul Institutului de Cercetări Biologice, iar Zira adjunctul lui.
Ziua congresului a sosit. Personajul nostru principal vorbește despre Pământ, despre oamenii de acolo și despre venirea lui pe planeta Soror. Astfel Ulysse a ridicat toată sala în picioare. Cornelius a devenit noul director al institutului, iar Ulysse este eliberat și participă la cercetările savanților. Un lucru foarte important descoperit de Cornelius este o păpușă din ruinele unui oraș. Ea seamânâ cu cele de pe Pământ, iar asta ar putea însemna că maimuțele de pe Soror se trag din oameni.
Următorul eveniment important este nașterea lui Sirius. Nu este un lucru bun deoarece Zira îi spune că gorilele și urangutanii cred că Soror ar putea fi populată de oameni. Copilul va fi dus într-o fortăeață sub supravegherea urangutanilor, iar Ulysse și Nova vor fi neutralizați. Ulysse nu este de acord și hotărăște să plece cu Nova și copilul. Un grup de cimpanzei, prieteni cu Cornelius, au reparat nava. Ulysse își ia la revedere de la Zira și Cornelius și fuge nevăzut cu familia din oraș. Nava decolează, iar Nova nu este speriată. În sfârșit, după 700 de ani de absență (pe Pământ), Ulysse ajunge pe planeta lui, mai exact într-un aeroport din Paris. Familia vede ceva incredibil la sosire, maimuțele conduceau acum Pământul.
Jinn și Phyllis termină de citit manuscrisul. Cei doi se dovedesc a fi maimuțe și nu cred povestea spusă de Ulysse.

## Ecranizare
Scriitorul Pierre Boulle a beneficiat de numeroase ecranizări ale scrierilor sale. Primul film făcut după Planeta maimuțelor este cel din 1968, avându-l pe actorul Charlton Heston în rolul principal. Ecranizarea a câștigat trei premii Oscar, având în total patru nominalizări. Un alt film este cel din 2001. Regizorul Tim Burton afirmă despre filmul său următoarele: „N-am intenționat să realizez un remake sau o continuare a primului «Planeta maimuțelor», ci să provoc o reîntoarcere în acea lume fantastică”.

### Filme
- 1968 : Planeta maimuțelor (Planet of the Apes) de Franklin J. Schaffner
- 1970 : Secretul planetei maimuțelor (Beneath the Planet of the Apes) de Ted Post
- 1971 : Evadații de pe planeta Maimuțelor (Escape From the Planet of the Apes) de Don Taylor
- 1972 : Cucerirea planetei maimuțelor (Conquest of the Planet of the Apes) de J. Lee Thompson
- 1973 : Bătălia planetei maimuțelor (Battle for the Planet of the Apes) de J. Lee Thompson
- 1987 : Vremea maimuțelor (telefilm)|Vremea maimuțelor, (Saru No Gundan (猿の軍団)), adaptatare pentru televiziunea japoneză a serialului cu același nume.
- 2001 : Planeta maimuțelor (Planet of the Apes) de Tim Burton
- 2002 : Planeta maimuțelor: World of the erotic ape (World of the erotic ape/Planet of the erotic ape), parodie erotică de Lou Vockell, Statele Unite ale Americii.
- 2002 : Playmata maimuțelor (Play-mate of the apes), parodie erotică de John Bacchus, Statele Unite ale Americii, film scos direct pe video.

### Seriale de televiziune
- 1974 : La Planète des singes. Difuzat pe  canalele francofone Antenne 2, începând din 17 decembrie 1975, TMC, în ianuarie 2006, NRJ12, în mai 2007. Serialul are doar 14 episoade. Este disponibil pe DVD, (în limba franceză);
- 1974 : Vremea maimuțelor, în japoneză: Saru No Gundan (猿の軍団), serial de televiziune japonez de 26 de episoade de câte 30 de minute, ieșit pe ecrane în 1974 și în 1975 (disponibil pe DVD).